# Az EU Duna Régió Stratégiája
A Duna Európa második leghosszabb folyója a maga 2850 km-ével.  10 országon közvetlenül keresztülhalad, míg további 4 állam tartozik a medencéjéhez. Ezen országok között a folyó mint egy kapocs, közös pontként jelenik meg. Ezért is fontos a kooperáció az együttműködés az országok között, nemcsak uniós szinten, hiszen az esetleges szennyezések, környezeti károk nem állnak meg sem az országhatárok, sem az Európai Unió határai mentén, a kihívásokra közösen kell választ keresni, választ adni. Így csatlakozhattak az együttműködéshez olyan nem uniós államok, mint Moldova, Montenegró, Szerbia, Bosznia-Hercegovina és Ukrajna. 
A stratégiát az Európai Tanács felkérésére a Bizottság dolgozta ki a Duna régió országaival, s 2011-ben a soros magyar elnökség alatt fogadták el, ezzel ez a makroregionális fejlesztési stratégia a második ilyen lett az EU történetében a Balti-tengeri régió fejlesztési stratégiája után.

## A Stratégia célja
Az EU Duna Régió Stratégiájának (a Stratégia) célja a dunai makrorégió fenntartható fejlesztésének az elősegítése, a természeti területek, tájak és kulturális értékek védelme.
A részt vevő országok a következők: Németország, Ausztria, Magyarország, Csehország, Szlovákia, Szlovénia, Románia, Bulgária, Horvátország, Szerbia, Bosznia-Hercegovina, Montenegró, Moldova és Ukrajna.
A Stratégiával lehetőség nyílik a Duna régió, s ezzel Közép-Európa versenyképességének fejlesztésére, a gazdasági fellendülésre, a megvalósuló projekteken keresztül új munkahelyek megteremtésére. A részt vevő tagállamok fő érdeke, hogy az idén, 2013-ban lejáró költségvetési ciklus forrásait minél jobban kihasználják, kiegészítve azt nemzeti, vagy akár magán támogatásokkal, hiszen a Stratégia számára nem hoztak létre új finanszírozási alapot, vagy intézményi struktúrát. 
A régiót érintő kihívásokra – mint például az eddig kihasználatlan hajózási utak, vagy az energiaellátás biztonsága – a hatékonyabb válaszadás és az eredményesebb cselekvés érdekében egy négy pillérre épülő akciótervet dolgoztak ki.

## Pillérek
A 4 pillér a következő:
- a Duna-régió összekapcsolása – közlekedés, energia, turizmus és kultúra
  - mobilitás elősegítése, hajózási, közúti és vasúti infrastruktúra fejlesztése, fenntartható energiafogyasztás, valamint a természeti és kulturális értékek védelme
- a Duna-régió környezetének védelme
  - környezetvédelem, környezetszennyezés csökkentése, víz minőségének védelme, 	biológiai diverzitás megőrzése, ipari és természeti kockázatok kiszűrése (árvíz, gyárak káros kibocsátása, vízszennyezése)
- a jólét növelése a régióban
  - társadalmi és gazdasági egyenlőtlenségek leküzdése szakképzett polgárok, célzott 	oktatás, képzési támogatások, új technológiák segítségével, versenyképes vállalatok 	számának növelése
- a régió megerősítése
  - nemzeti intézmények együttműködése, biztonsági kockázatok csökkentése, szervezett bűnözés visszaszorítása[2]

A pillérek több területet ölelnek fel, az ezekhez tartozó kiemelt területeken projekteken keresztül valósítják meg a stratégiát.
A prioritási, kiemelt területek között a következő 11 található:
1. A mobilitás és a multimodalitás fejlesztése 
  1. Belvízi hajóutak
  2. Közúti, vasúti, légi közlekedés
2. A fenntartható energia használatának ösztönzése
3. A kultúra és az idegenforgalom, valamint az emberek egymással való kapcsolatteremtésének előmozdítása
4. A vizek minőségének helyreállítása és megőrzése
5. Környezeti kockázatok kezelése
6. A biodiverzitás, a táj, valamint a levegő- és talajminőség megőrzése
7. Tudásalapú társadalom kialakítása a kutatás, az oktatás és az információs technológiák segítségével
8. A vállalkozások versenyképességének, beleértve a vállalkozások közötti regionális együttműködések (klaszterek) fejlesztésének támogatása
9. Az emberi erőforrásba és képességekbe való befektetés
10. Az intézményrendszer kibővítése és az intézményi együttműködés megerősítése
11. A biztonság javítása a súlyos bűncselekmények és a szervezett bűnözés jelentette kihívásokkal való megküzdés közös munkával[3]

## Magyarország vállalásai
Magyarország 3 prioritási területért vállalt felelősséget.
Csehországgal közösen koordinálja a 2-es prioritási területet, a „fenntartható energia használatának ösztönzését”. A biztonságos energiaellátás kérdése minden országban kiemelt pozíciót tölt be. A régió államai számára azonban ez még fontosabb, hiszen az országok például földgázimportjuk jelentős részét egy beszállítótól kapják, s ha belegondolunk az elmúlt évek orosz-ukrán gázvitája rávilágított, hogy a térségnek szüksége van egy jól működő, hatékony energiapiacra, összekapcsolt hálózatokra, a beszállítók diverzifikáltságára, ezzel is csökkentve a régió sebezhetőségét e téren.
A második területen, a „vizek minőségének helyreállításának és megőrzésének” a területén Magyarország Szlovákiával működik együtt. A szerepvállalás magától értetődőnek is mondható, hiszen az árvizek, vagy akár a tiszai ciánszennyezés, s egyéb ipari szennyezések szembesítették a kormányzatot, és más országok vezetőit is, hogy a környezeti problémák nem állnak meg az országhatároknál, így a közös fellépés, az együttműködés elengedhetetlen a polgárok, a tiszta ivóvíz védelme érdekében.
A harmadik terület Magyarország vállalásai közül a „Környezeti kockázatok kezelése”, melyet Romániával közösen koordinál.
A magyar kormány 2012. január 1-jétől 2013. december 31-ig Medgyesy Balázst nevezte ki kormánybiztossá, aki a Stratégiával kapcsolatos minden szintű képviseletet ellátja.